# Sonnenschute

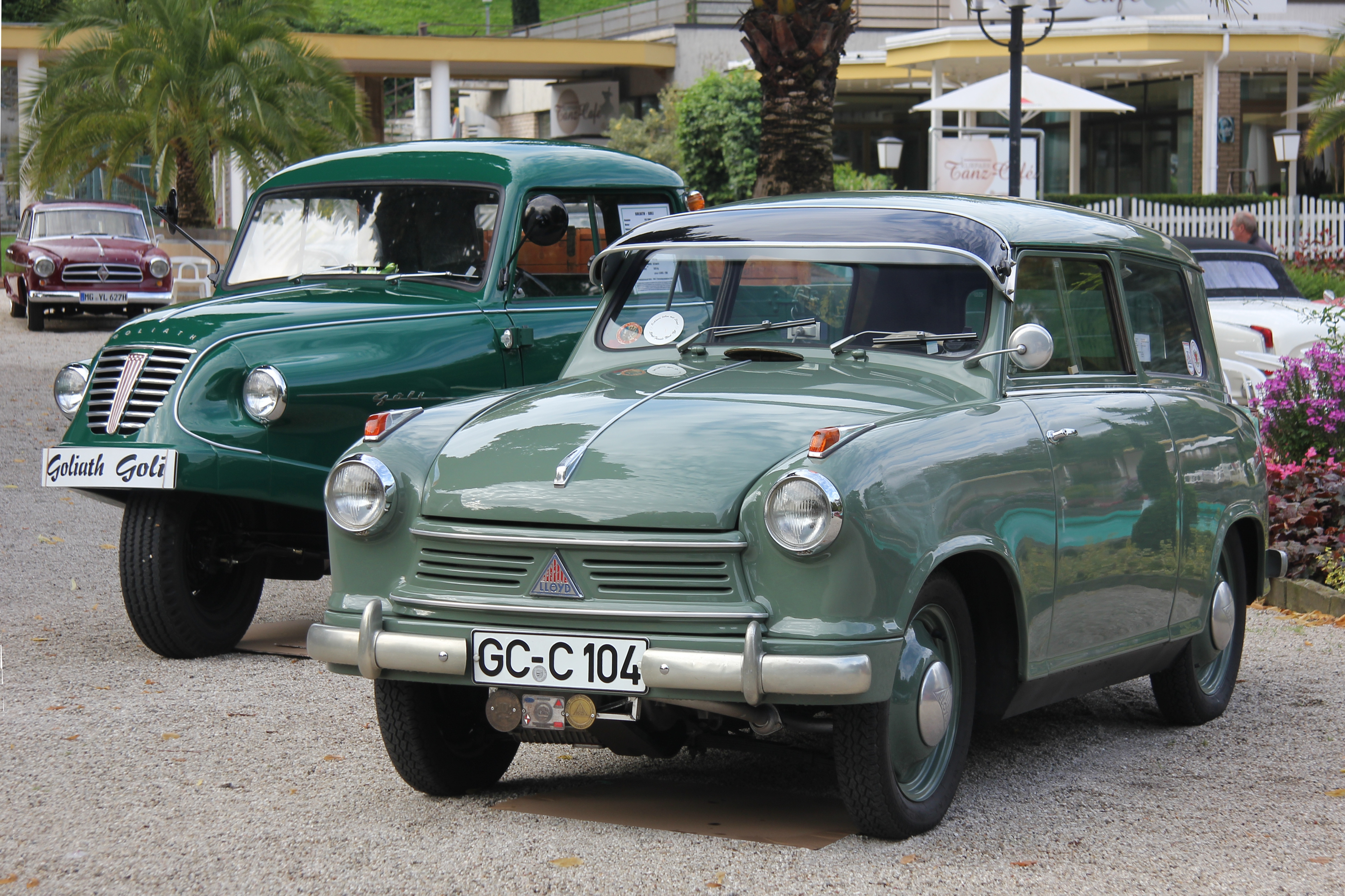
Ein Lloyd LS 600 mit Sonnenschute

Sonnenschuten sind an Fahrzeugen außen angebrachte Sonnenblenden oberhalb der Windschutzscheibe.
Heutzutage werden bei Fahrzeugen selbsttönende Windschutzscheiben mit Blendschutz und innenliegenden Sonnenblenden verbaut. Doch damals gab es diese Möglichkeiten nicht und durch das Anbringen einer Sonnenschute, oder auch Sonnenblende für außen genannt, konnte man sich zu jeder Jahreszeit vor der Blendung der Sonne schützen. Nach der ersten Produktion solcher Sonnenschuten für Kleinwagen, wie dem VW Käfer, entdeckten auch die LKW-Fahrer diesen Vorteil, und fast jeder LKW im Fernverkehr verfügte über eine solche Sonnenschute.
Anders als auf dem amerikanischen Markt – dort wurden die Blenden aus Blech gefertigt –, besteht die europäische Variante aus durchsichtigem Acrylglas, das in verschiedenen Farbtönen angeboten wurde. Das gefärbte Acrylglas ist gebogen, wird von einem Alurahmen umfasst und je nach Fahrzeugtyp an die Regenrinne geklemmt oder am Holm verschraubt. Die Seitenbeschläge wurden so gefertigt, dass die Sonnenschute auch montiert noch in der Neigung verstellt werden kann.
Nachdem die Fahrzeuge, vor allem LKWs, immer moderner wurden, stagnierte der Markt, und die Industrie entwickelte teils eigene moderne Varianten, um einen Blendschutz am LKW zu gewährleisten. Die Sonnenschute verschwand fast vom Markt, doch es gibt noch einen dänischen Hersteller, der diese Sonnenschute seit 1957 von Hand fertigt.
Liebhaber klassischer Oldtimer vom PKW bis zum LKW können diese heute noch nachrüsten und ihrem Fahrzeug auch einen individuellen Charme verpassen. Da es sich bei einer Sonnenschute um ein zeitgenössisches Zubehör handelt, ist die H-Zulassung auch nicht gefährdet.